# Clermont Jolicoeur
Pour les articles homonymes, voir Jolicoeur.
Clermont Jolicoeur est un acteur, scénariste et producteur québécois né le 4 juin 1975. Il est aussi le chanteur du groupe de musique Béluga. 

## Biographie
Clermont Jolicoeur a été professeur de tennis au Sani-Sport de Brossard en commençant sa carrière de comédien  

## Filmographie
Il joue le rôle de Jules, fils très émotif de Roberto (joué par Normand D'Amour), dans le film De Père en Flic (2009)

### comme acteur
- 1990 : Watatatow (série télévisée) : William Delongpré
- 1995 : 4 et demi... (série télévisée) : David Martel
- 1999 : Radio (série télévisée) : Max
- 1999 : L'Île de sable : Vincent
- 2000 : Maelström : Jean
- 2001 : Fortier (série télévisée) : Renaud Béland
- 2001 : Crème glacée, chocolat et autres consolations : François
- 2004 : Bonzaïon
- 2009 : De père en flic : Jules

### comme scénariste
- 2004 : Bonzaïon

### comme producteur
- 2004 : Bonzaïon